# Neodiphthera intermedia
Neodiphthera intermedia är en fjärilsart som beskrevs av Eugène Louis Bouvier 1928. Neodiphthera intermedia ingår i släktet Neodiphthera och familjen påfågelsspinnare. Inga underarter finns listade i Catalogue of Life.